# Mantra
Mantra eller mantram  (Sanskrit) er indenfor hinduisme ord, sætninger eller en række af sætninger, der er opbygget på den måde, at ordenes rytme og lydkombinationer – når de fremsiges på den rigtige måde – tilvejebringer bestemte vibrationer, som skal fremkalde bestemte virkninger. Mantraer benyttes specielt om bestemte stykker af Vedaerne, der anvendes som invokationer og påkaldelser.
I daglig tale kan ordet anvendes i overført betydning, hvor det kan bruges om ideer eller tanker, som en eller flere personer finder meget centrale og og/eller ofte refererer til.